# Соболев, Семён Григорьевич
Семён Григорьевич Соболев (1920—1944) — старший лейтенант Рабоче-крестьянской Красной Армии, участник Великой Отечественной войны, Герой Советского Союза (1944).

## Биография
Семён Соболев родился в 1920 году на хуторе Стефановский (ныне — Северский район Краснодарского края). Окончил семь классов школы. В 1939 году Соболев был призван на службу в Рабоче-крестьянскую Красную Армию. В 1942 году он окончил курсы младших лейтенантов. С июня того же года — на фронтах Великой Отечественной войны.
К февралю 1944 года гвардии старший лейтенант Семён Соболев командовал миномётной ротой 214-го гвардейского стрелкового полка 73-й гвардейской стрелковой дивизии 57-й армии 3-го Украинского фронта. Отличился во время освобождения Кировоградской области Украинской ССР и форсирования Южного Буга. 29 февраля 1944 года в бою у села Котовка Петровского района рота Соболева отразила немецкую контратаку. В критический момент того боя Соболев лично поднял бойцов своей роты в рукопашную атаку и отбросил противника. 26 марта 1944 года рота Соболева одной из первых переправился через Южный Буг и уничтожила ряд огневых точек, мешавших переправе основных сил. 13 апреля 1944 года Соболев погиб в бою. Похоронен в селе Малаешты в Приднестровской Молдавской Республики.
Указом Президиума Верховного Совета СССР от 3 июня 1944 года гвардии старший лейтенант Семён Соболев посмертно был удостоен высокого звания Героя Советского Союза. Также был награждён орденами Ленина и Красного Знамени.
В честь Соболева установлен обелиск на его родном хуторе.

## Память
- Имя Героя высечено золотыми буквами в зале Славы Центрального музея Великой Отечественной войны в Парке Победы города Москвы.
- Ко Дню Победы в мае 2011 года в станице Северской, напротив здания администрации района, установлен бюст — памятник Герою Советского Союза Семёну Григорьевичу Соболеву, автор — Ачмиз Аскер.